# Aspromonte a Roma
Aspromonte a Roma  è il primo EP di Turi uscito nel 1999. 
L'EP vede Turi come realizzatore sia delle strumentali che delle rime, in un approccio stilistico singolare e personale, con contaminazioni jazz e funk in misura massiccia e il tipico flow ironico del rapper calabrese.

## Tracce
1. Il brindisi - 4:44
2. Un certo Dio - 2:56
3. Maestria - 3:59
4. Putiferio - 3:28
5. Il brindisi (strumentale) - 2:10
6. Un certo Dio (strumentale) - 1:47
7. Maestria (strumentale) - 2:12
8. Putiferio (strumentale) - 1:55
9. Scratch - 0:34